# Marcel Schmelzer
Marcel Schmelzer (Maagdenburg, 22 januari 1988) is een voormalig Duits voetballer die bij voorkeur als linksback speelde. Hij speelde tussen 2008 en 2022 258 wedstrijden in het shirt van  Borussia Dortmund. Schmelzer debuteerde in 2010 in het Duits nationaal elftal.

## Clubcarrière
Schmelzer maakte zijn debuut als profvoetballer bij Borussia Dortmund op 9 augustus 2008 in het bekerduel tegen Rot-Weiss Essen. De week daarop maakte hij zijn competitiedebuut in de 3–2 gewonnen wedstrijd tegen Bayer Leverkusen. Hij groeide uit tot in het eerste van Borussia Dortmund, waarmee hij in 2011 het landskampioenschap won. Het seizoen daarna begon in mineur voor Schmelzer vanwege dat hij verstek moest gaan vanwege een blessure, maar na zijn rentree wist hij met Dortmund de landstitel te prolongeren. Het seizoen 2011/12 bleek een succesvol seizoen te zijn voor Dortmund, want de ploeg wist ook beslag te leggen na een 5–2 overwinning tegen Bayern München op de DFB Pokal.
Op 11 januari 2013 verlengde Schmelzer zijn contract bij Dortmund tot 2017. Dat seizoen bleek uiteindelijk Europees een goed seizoen te worden voor de club, want Schmelzer haalde samen met zijn team de finale van de Champions League. In die finale verloren ze met 2-1 van Bayern München. Na het vertrek van Mats Hummels in augustus 2016 bij de club werd hij tot de nieuwe aanvoerder van het team benoemd. Aan het begin van het seizoen 2018/19 leverde hij de aanvoerdersband in, opdat het een te zware taak was vond hij, mede door blessureleed. Marco Reus werd benoemd als nieuwe aanvoerder. In mei 2022 beëindigde Schmelzer zijn carrière als voetballer.

## Clubstatistieken
| Seizoen | Club              | Competitie | Competitie | Competitie | Beker | Beker | Internationaal | Internationaal | Totaal | Totaal |
| Seizoen | Club              | Competitie | Wed.       | Dlp.       | Wed.  | Dlp.  | Wed            | Dlp.           | Wed.   | Dlp.   |
| ------- | ----------------- | ---------- | ---------- | ---------- | ----- | ----- | -------------- | -------------- | ------ | ------ |
| 2008/09 | Borussia Dortmund | Bundesliga | 12         | 0          | 3     | 0     | 1              | 0              | 16     | 0      |
| 2009/10 | Borussia Dortmund | Bundesliga | 28         | 0          | 2     | 0     | 0              | 0              | 30     | 0      |
| 2010/11 | Borussia Dortmund | Bundesliga | 34         | 0          | 2     | 0     | 7              | 0              | 43     | 0      |
| 2011/12 | Borussia Dortmund | Bundesliga | 28         | 1          | 4     | 0     | 5              | 0              | 37     | 1      |
| 2012/13 | Borussia Dortmund | Bundesliga | 29         | 0          | 4     | 1     | 13             | 1              | 46     | 2      |
| 2013/14 | Borussia Dortmund | Bundesliga | 19         | 1          | 4     | 0     | 5              | 0              | 28     | 1      |
| 2014/15 | Borussia Dortmund | Bundesliga | 22         | 0          | 5     | 0     | 6              | 0              | 33     | 0      |
| 2015/16 | Borussia Dortmund | Bundesliga | 26         | 0          | 6     | 0     | 15             | 0              | 47     | 0      |
| 2016/17 | Borussia Dortmund | Bundesliga | 26         | 0          | 6     | 1     | 7              | 0              | 39     | 1      |
| 2017/18 | Borussia Dortmund | Bundesliga | 18         | 0          | 2     | 0     | 7              | 1              | 27     | 1      |
| 2018/19 | Borussia Dortmund | Bundesliga | 9          | 0          | 1     | 0     | 3              | 0              | 13     | 0      |
| 2019/20 | Borussia Dortmund | Bundesliga | 7          | 1          | 0     | 0     | 1              | 0              | 8      | 1      |
| 2020/21 | Borussia Dortmund | Bundesliga | 0          | 0          | 0     | 0     | 0              | 0              | 0      | 0      |
| Totaal  | Totaal            | Totaal     | 258        | 3          | 39    | 2     | 70             | 2              | 367    | 7      |

## Internationaal
Schmelzer maakte deel uit van het team dat in 2009 het Europees kampioenschap voetbal onder 21 won. Op 17 november 2010 maakte hij zijn debuut in het Duits voetbalelftal tegen Zweden. Ook maakte hij deel uit van de 23-koppige selectie die bondscoach Joachim Löw meenam naar het EK 2012.

## Erelijst
| Competitie             |                   |                           |                   |                   |
| Competitie             | Aantal            | Jaren                     |                   |                   |
| Borussia Dortmund      | Borussia Dortmund | Borussia Dortmund         | Borussia Dortmund | Borussia Dortmund |
| ---------------------- | ----------------- | ------------------------- | ----------------- | ----------------- |
| Kampioen Bundesliga    | 2x                | 2010/11, 2011/12          |                   |                   |
| DFB-Pokal              | 3x                | 2011/12, 2016/17, 2020/21 |                   |                   |
| Duitse supercup        | 2x                | 2013, 2014, 2019          |                   |                   |
| Duitsland -21          |                   |                           |                   |                   |
| Europees kampioens -21 | 1x                | 2009                      |                   |                   |